# Atractus resplendens
Atractus resplendens är en ormart som beskrevs av Werner 1901. Atractus resplendens ingår i släktet Atractus och familjen snokar. Inga underarter finns listade.
Arten förekommer i centrala Ecuador i en liten del av Anderna. Utbredningsområdet ligger 1800 till 2200 meter över havet. Habitatet utgörs av städsegröna bergsskogar. De flesta exemplar som är kända dödades i trafiken. Honor lägger ägg.
IUCN listar arten med kunskapsbrist (DD).